# Власть на службе народа
Власть на службе народа — памятник «свободе человека», расположен в Костроме. Первый, а также единственный в мире памятник «свободе человека». Скульптором памятника является Александр Ерёмин.

## Описание
15 ноября 2017 года в сквере Борьбы прошло открытие памятника (на пересечении улиц Федосеева и Красная Слобода). Монумент представляет собой запряжённый плугом Змея Горыныча. Змей пашет землю, запряженным в плуг.
Сразу после открытия монумент перевезли и установили в парке «Берендеевка». По замыслу авторов, трёхголовый Змей Горыныч, запряжённый плугом, символизирует три ветви власти: исполнительную, законодательную и судебную, на службе у народа.
Три головы обозначают три ветви власти. Змея запрягли в плуг, чтобы он работал на благо людей.
В 2017 году политик Владимир Михайлов высказал мнение: «Я предлагаю каждый год приходить к этому памятнику всем тем, у кого сегодня нарушаются права — на достойную жизнь, на труд, на передвижение и так далее». С 2018 года каждый год 3 марта возле памятника проводятся пикеты в день отмены крепостного права. В 2024 году пикет был запрещён властями. После отказа россияне организовали круглый стол под эгидой: «Мы не рабы! У нас есть права!». Затем власти заявили, что не запрещали, а только рекомендовали.